# Hylaea flavella
Hylaea flavella är en fjärilsart som beskrevs av Eugen Wehrli 1940. Hylaea flavella ingår i släktet Hylaea och familjen mätare. Inga underarter finns listade i Catalogue of Life.